# Västjylland

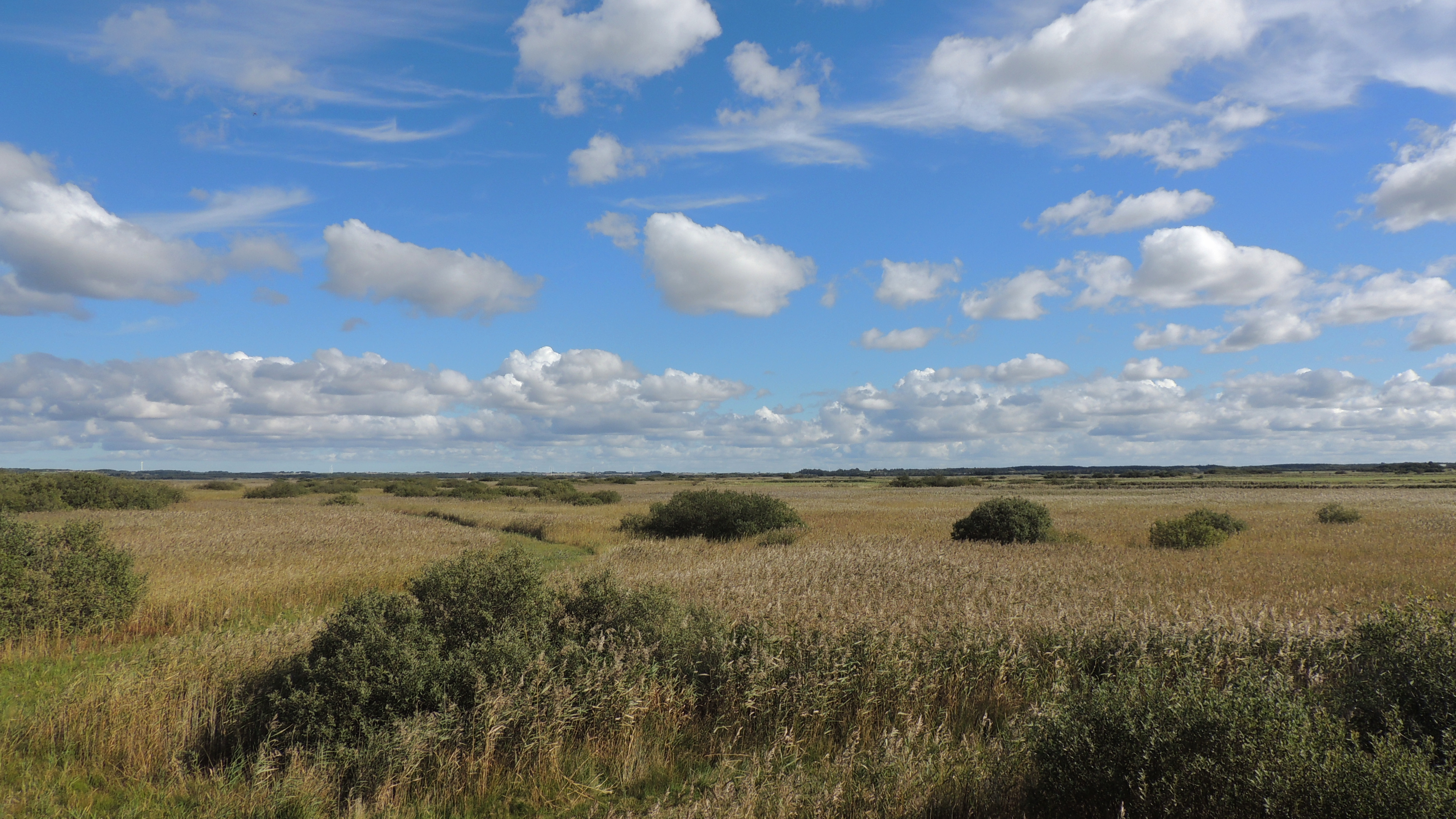
Landskap i Holstebro kommun

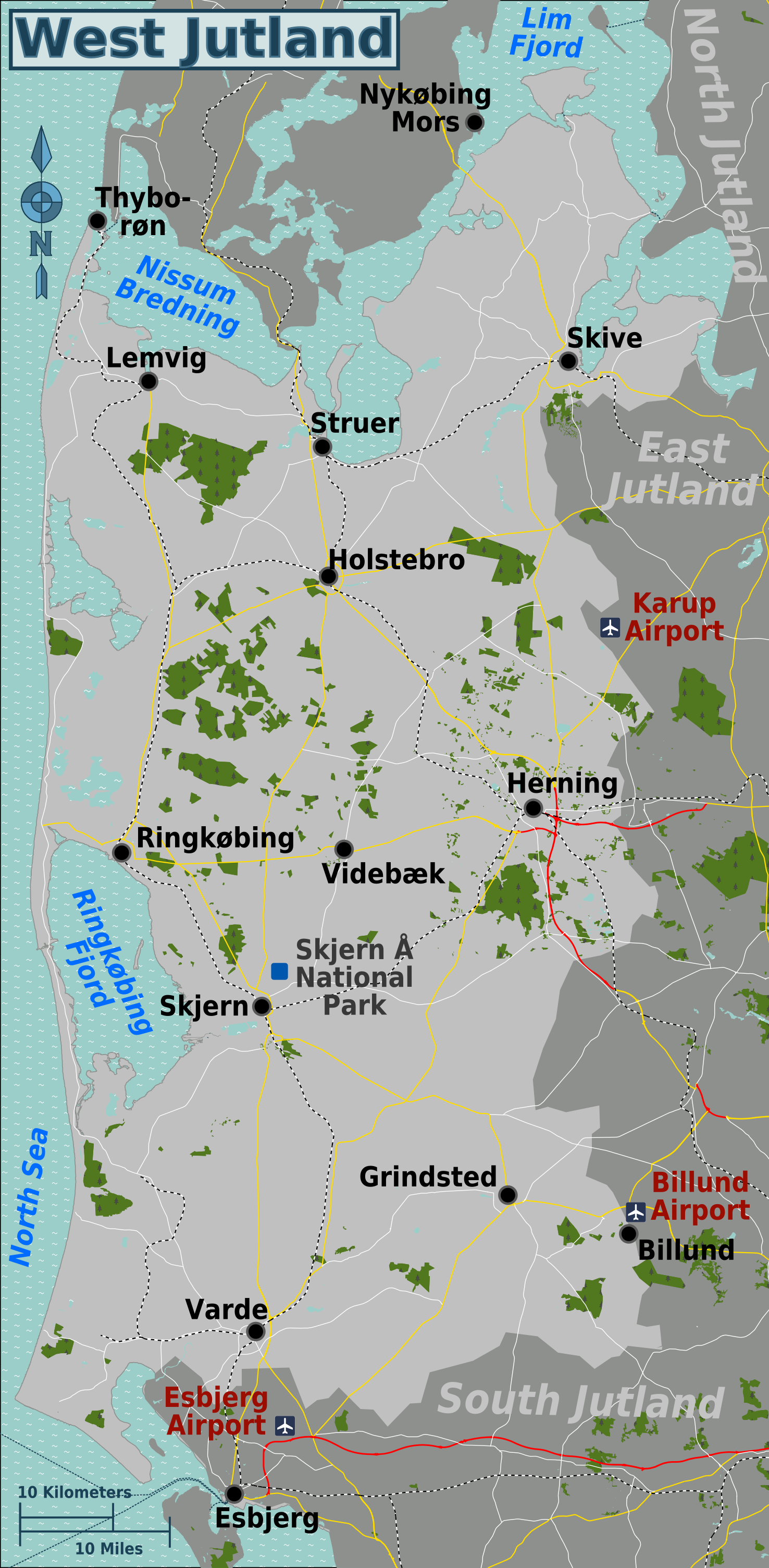
Karta över Västjylland

Karta över Folketingsvalkretsen Vestjyllands Storkreds

Västjylland är det gängse namnet på den västra delen av Jylland i Danmark, omfattande ungefär Thy, Mors, Salling och de tidigare Ringkøbing Amt och Ribe Amt, samt ibland Fjends och de nordvästra delarna av det tidigare Vejle Amt. Den nordligaste delen benämns också Nordvästjylland, den sydliga Sydvästjylland, och den mellersta delen är lika med Hardsyssel. En stor del av Västjylland sammanfaller med det historiska Ribe stift. Den västliga delen av Sønderjylland inräknas som regel inte in i Västjylland.

## Utsträckning och historik
Det finns ingen fastlagd gräns för hur långt Västjylland sträcker sig österut. Traditionellt inräknas hela området fram till "jyske højderyg" (vattendelaren mellan Nordsjön i väster och Skagerrak och Kattegatt i öster. I den linjen, Ussings israndslinje, går en ganska skarp gräns mellan det platta Västjylland med sandjord, hedar och efter danska förhållande större avstånd mellan orter, och den kuperade Östjylland med skog, fetare jordar och större befolkningstäthet. Geografin avspeglar sig också kulturhistoriskt i driftsförhållanden i jordbruket, egendomsförhållanden (självägande bönder i väster) och den västjylländska dialekten. Det västjylländska dialektområdet omfattar dock också Sydöstjylland söder om Horsens Fjord.
Först under de senaste årtiondena har namnet Mittjylland blivit allmänt använt för att beteckna de östra delarna av Västjylland och några delar av Östjylland.
Sydjylland är en annan nyere beteckning, som täcker det mest sydliga Västjylland samt den sydliga delen av Östjylland.
Beteckningarna överlappar med varandra, på så sätt att Thy og Mors hör till både Nordjylland och Västjylland, samt att Sydvästjylland är del av både Västjylland och Sydjylland. Ett bälte i det centrala Västjylland, som ungefärligen omfattar Karup, Herning, Ikast, Brande och Grindsted, ingår både i det äldre begreppet Västjylland och i det nyare begreppet Mittjylland.

## Administrativ indelning
Det centrala Västjylland ligger numera i Region Midtjylland, medan den nordligaste delen hör till Region Nordjylland och den sydligaste till Region Syddanmark.
Seden 2007 har de gamla amtsvalkretsarna ersatts av de nya storvalkretsarna vid val till Folketinget. Den nya Vestjyllands Storkreds omfattar dock också ett par kretsar öster om den "jyske højderyg".